# Dolseta (manzana)
Dolseta es el nombre de una variedad cultivar de manzano (Malus domestica). Esta manzana está cultivada en diversos viveros entre ellos algunos dedicados a conservación de árboles frutales en peligro de desaparición. Esta manzana es originaria de la Comunidad Valenciana concretamente en 'L'Horta" localidad en el municipio de Muchamiel en la comarca del Campo de Alicante, donde tuvo su mejor época de cultivo comercial en la década de 1960, y actualmente en menor medida aún se encuentra.

## Sinónimos
- "Poma Dolseta",[5]
- "Serena".[7]

## Historia
'Dolseta' es una variedad de la Comunidad Valenciana, cuyo cultivo conoció cierta expansión en el pasado, siendo una de las variedades de las consideradas difundidas, clasificándose en esta manera, pues en las distintas prospecciones llevadas a cabo por las provincias españolas, se registraron repetidamente y en emplazamientos diversos, a veces distantes, sin constituir nunca núcleos importantes de producción. Eran variedades antiguas, españolas y extranjeras, difundidas en el pasado por los viveros comerciales y cuyo cultivo se ha reducido a huertos familiares y jardines privados.

## Características
El manzano de la variedad 'Dolseta' tiene un vigor medio; florece a mediados de abril; tubo del cáliz más bien pequeño y alargado, pistilo grueso, y con estambres situados un poco por encima de su mitad.
La variedad de manzana 'Dolseta' tiene un fruto de tamaño pequeño a medio; forma tronco cónica y esfero-cónica, a veces se encuentra algún fruto casi cilíndrico, presenta contorno suavemente irregular; piel un poco untuosa; con color de fondo verde amarillo cetrino, importancia del sobre color medio, siendo el color del sobre color rojo, siendo su reparto en chapa/pinceladas, con chapa de rojo a rojo granate, de variada extensión pero nunca recubre totalmente el fruto, pinceladas pequeñas más oscuras, a veces se irradian tenuemente desde la cavidad peduncular, acusa punteado casi imperceptible pero uniforme, y una sensibilidad al "russeting" (pardeamiento áspero superficial que presentan algunas variedades) débil; pedúnculo largo, fino, ensanchado en los dos extremos, de color verde y rojizo entremezclado; en alguno presenta una o dos yemas en sus laterales, anchura de la cavidad peduncular medianamente estrecha o relativamente ancha, profundidad de la cavidad pedúncular profunda, con iniciada chapa ruginosa en el fondo, bordes irregulares, y con importancia del "russeting" en cavidad peduncular débil; anchura de la cav. calicina relativamente ancha, profundidad de la cav. calicina relativamente profunda, arrugada finamente en unos y formando relieve en otros, bordes ondulados más o menos acusados, y con importancia del "russeting" en cavidad calicina ausente; ojo pequeño, cerrado; sépalos puntiagudos y vueltos hacia fuera.
Carne de color amarillo-crema con fibras verdosas; textura pastosa; sabor característico de la variedad, dulzón; corazón pequeño o medio, bulbiforme; eje cerrado o tenuemente agrietado; celdas alargadas, redondeadas y muy divergentes del eje; semillas de variado tamaño.
La manzana 'Dolseta' tiene una época de maduración y recolección tardía, otoño-invierno, se recoge desde mediados de noviembre hasta mediados de diciembre, y de larga duración, aguantan hasta el verano siguiente. Se usa como manzana de mesa fresca.